# Montigny-en-Ostrevent
Montigny-en-Ostrevent település Franciaországban, Nord megyében. Lakosainak száma 4588 fő (2022. január 1.). Montigny-en-Ostrevent Pecquencourt, Dechy, Lallaing, Loffre, Masny és Guesnain községekkel határos.

## Népesség
A település népességének változása:
| Lakosok száma | 4776 | 4771 | 4823 | 4801 | 4791 | 4793 | 4774 | 4681 | 4588 |
|               | 2013 | 2015 | 2016 | 2017 | 2018 | 2019 | 2020 | 2021 | 2022 |